# تيومبان
كانت التيومبان آلة موسيقية وترية  استخدمها الموسيقيون في أيرلندا وبريطانيا في العصور الوسطى.
يُعتقد أن التيومبان كان نوعًا من القيثارة، بينما يشكك آخرون في أنه كان عودًا طويل العنق.  وقد أدرجته كتابات العصور الوسطى حول التيومبان على أنه مميز عن "القوارب ذات التسعة أوتار"، وأن التيومبان عادةً ما يحتوي على ثلاثة أوتار. تشير المصادر إلى أن الأوتار كانت معدنية، وغالبًا ما تكون برونزية، وبالنظر إلى الفترة التي توجد فيها الأوتار، فإن صدى الأوتار عن طريق نقرها يكون أكثر سلاسة من انحناءها. 